# Johan Pontén
För andra betydelser, se Johan Pontén (olika betydelser).
Johan Pontén, född 2 maj 1776 i Vederslövs församling, Kronobergs län, död 23 september 1857 i Korsberga församling, Jönköpings län, var en svensk präst och naturforskare. Han är dock mest känd för sin medicinska verksamhet och som reformivrare inom psykiatrins område.

## Biografi
Pontén, som var prästson och tillhörde släkten Pontén från Småland, uppbyggde redan under gymnasietiden ett betydande naturhistoriskt museum. Han blev student vid Uppsala universitet 1795 och vann 1800 magistergraden vid Greifswalds universitet, där han erbjöds en docentur i botanik. Han lät dock prästviga sig och utnämndes 1812 till komminister i Hjärtlanda socken, och 1825 till sin fars efterträdare som kyrkoherde i Hultsjö socken och erhöll 1831 prosts titel. År 1836 övertog han Korsberga pastorat. 
I egenskap av äkta linnéan, var Pontén även hemmastadd i medicin och hade rättighet att driva apotek och i begränsad utsträckning utöva sjukvård. Han tog emot sjuka i sin prästgård och ombesörjde inackordering av den i olika hem i den församling där han var präst och menade att familjevård var vägen till det bästa resultatet. Han intresserade sig särskilt för psykiska sjukdomar och menade att mentalsjukvården måste humaniseras. Han utgav åtskilliga populära handböcker på det medicinska och naturvetenskapliga området. 
Hans sjukvårdsarbete fortsattes av sonen Gustaf Pontén som också blev kyrkoherde i Korsberga.

### Familj
Han gifte sig första gången 1800 med Eva Maria Kallström (1780–1808) och andra gången 1810 med Christina Catharina Wetterling (1784–1878). Bland barnen märks hovpredikanten Peter Carl Pontén och kontraktsprosten Gustaf Pontén.